# NGC 4407
NGC 4407 (другие обозначения — NGC 4413, IRAS12239+1253, UGC 7538, VCC 912, MCG 2-32-49, ZWG 70.76, PGC 40705) — галактика в созвездии Девы.
Этот объект занесён в Новый общий каталог дважды, с обозначениями NGC 4407 и NGC 4413.
Параметры галактики, такие как угол закрутки спиральных рукавов и звёздная масса, указывают на то, что чёрная дыра в центре этой галактики может иметь промежуточную массу — 1–3⋅104 M⊙. В центре галактики находится рентгеновский источник, хотя и не очень сильный.